# V446 Большой Медведицы
V446 Большой Медведицы (лат. V446 Ursae Majoris) — двойная затменная переменная звезда типа W Большой Медведицы (EW) в созвездии Большой Медведицы на расстоянии приблизительно 1314 световых лет (около 403 парсеков) от Солнца. Видимая звёздная величина звезды — от +11,7m до +11,4m. Орбитальный период — около 0,4223 суток (10,136 часов).